# Schaal Sels
A Schaal Sels, também conhecida como Schaal Sels-Merksem, do flamengo Copa Sels,  é uma competição de ciclismo profissional que se disputa na Bélgica, atualmente no mês de agosto. Deve o seu nome à homenagem que se rende ao jornalista JC Sels.
Começou a disputar-se em 1921. Desde a criação dos Circuitos Continentais UCI em 2005 faz parte do UCI Europe Tour, dentro da categoria 1.1.
Tem a sua saída em Antuérpia e a chegada em Merksem, também situada na Antuérpia, sobre um percurso de 200 quilómetros aproximadamente.

## Palmarés

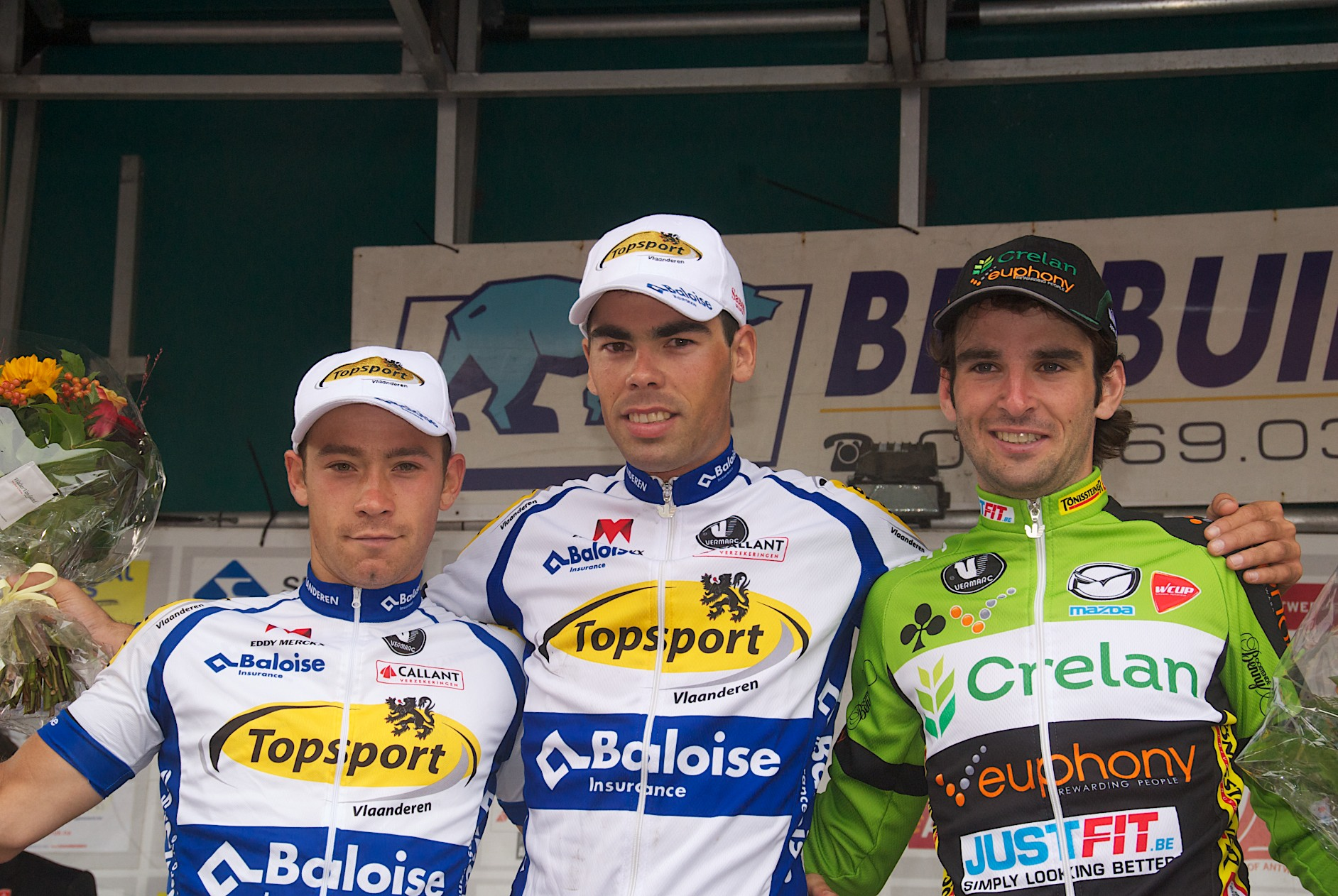
Schaal Sels de 2013 : Michael Van Staeyen (2), Pieter Jacobs (1) & Baptiste Planckaert (3)

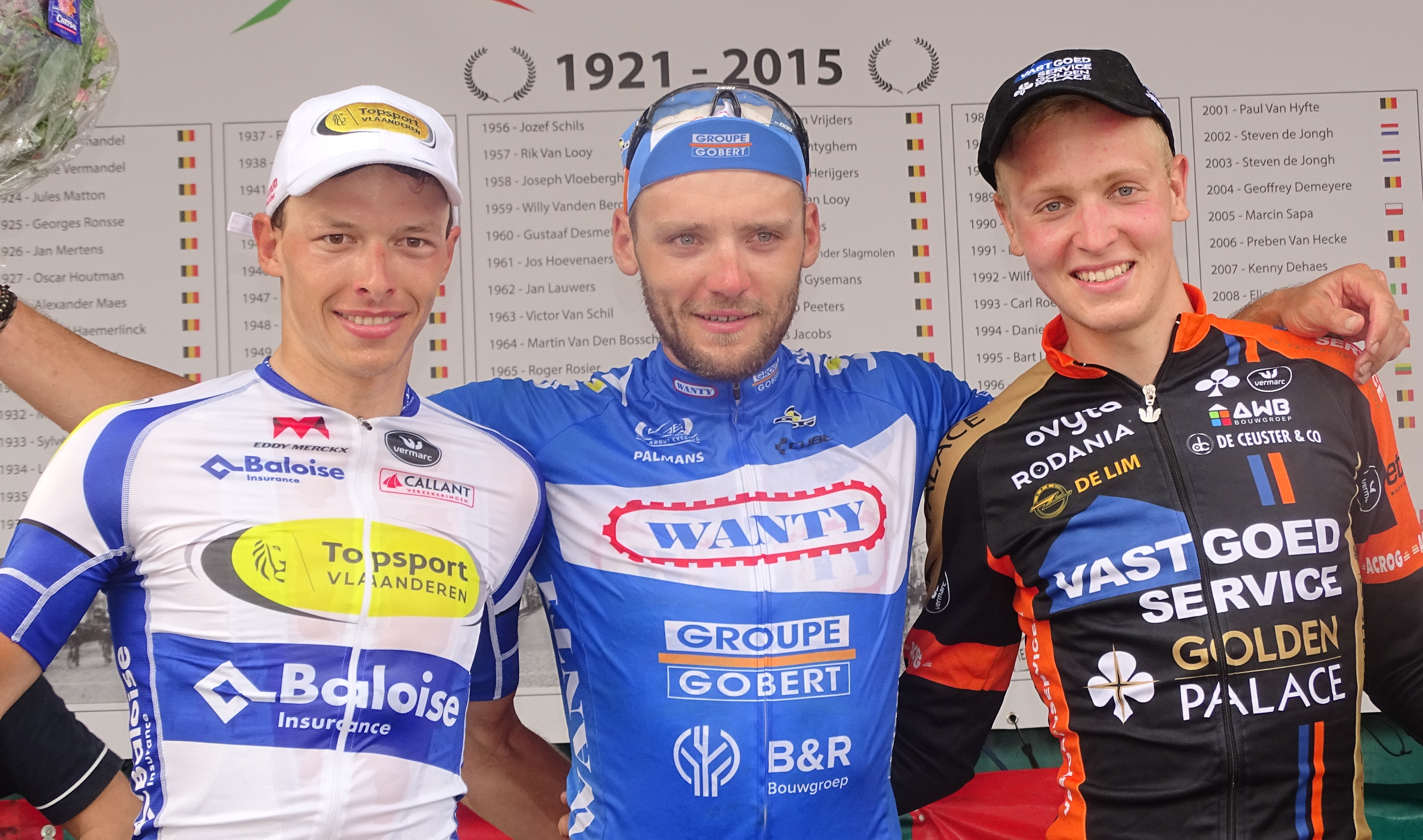
Schaal Sels 2015 : Oliver Naesen (2), Robin Stenuit (1) & Tim Merlier (3)

| Ano                                                              | Vencedor                  | Segundo              | Terceiro                |           |
| ---------------------------------------------------------------- | ------------------------- | -------------------- | ----------------------- | --------- |
| 1921                                                             | René Vermandel            | Edmond van Heyneghem | Edouard Maes            |           |
| 1922 edição não realizada                                        |                           |                      |                         |           |
| 1923                                                             | René Vermandel            | Jules Van Hevel      | Victor Standaert        |           |
| 1924                                                             | Jules Matton              | Auguste Verdyck      | René Vermandel          |           |
| 1925                                                             | George Ronsse             | Denis Verschueren    | René Vermandel          |           |
| 1926                                                             | Jan Mertens               | René Vermandel       | August Mortelmans       |           |
| 1927                                                             | Oscar Houtman             | Léon Van Aken        | Jules Deschepper        |           |
| 1928                                                             | Alexandre Maes            | Joseph Dervaes       | August Meuleman         |           |
| 1929                                                             | Alfred Hamerlinck         | Jan Meeuwis          | Joannes Van Ballaert    |           |
| 1930                                                             | Frans Bonduel             | Kamiel De Graeve     | Maurice Seynaeve        |           |
| 1931                                                             | Odiel Van Hevel           | Odiel Van Eenoghe    | Romain Gijssels         |           |
| 1932                                                             | Maurice Croon             | Frans Bonduel        | August Mortelmans       |           |
| 1933                                                             | Sylvère Maes              | Victor Gernaeye      | Frans Dictus            |           |
| 1934                                                             | Leo De Ryck               | Corneille Leemans    | Constant Struyven       |           |
| 1935                                                             | Sylvain Grysolle          | Joseph Somers        | Maurice Croon           |           |
| 1936                                                             | Sylvain Grysolle          | Edgard De Caluwé     | Maurice Croon           |           |
| 1937                                                             | Frans Bonduel             | Jozef Palmans        | Edmond Delathouwer      |           |
| 1938                                                             | Frans Spiessens           | Joseph Geets         | Leo De Ryck             |           |
| 1939-1940 edições não realizadas devido à Segunda Guerra Mundial |                           |                      |                         |           |
| 1941                                                             | Maurice Clautier          | Georges Claes        | Jan De Voeght           |           |
| 1942                                                             | Gustave Van Overloop      | Georges Claes        | Lode Poels              |           |
| 1943                                                             | André Defoort             | René Janssens        | Stan Ockers             |           |
| 1944-1945 edições não realizadas devido à Segunda Guerra Mundial |                           |                      |                         |           |
| 1946                                                             | Jérôme Dufromont          | Karel De Baere       | Raymond De Smedt        |           |
| 1947                                                             | August Van Mirlo          | Edward van Dijck     | Adolf Verschueren       |           |
| 1948                                                             | Jos De Beukelaere         | Gerard Buyl          | Louis De Stobbeleire    |           |
| 1949                                                             | Edward Peeters            | Louis Hardiquest     | Ernest Sterckx          |           |
| 1950                                                             | Ernest Sterckx            | Albert Ramon         | Maurice Blomme          |           |
| 1951                                                             | Lucien Mathys             | Maurice Blomme       | Louis Brusselmans       |           |
| 1952                                                             | Marcel Dierkens           | Omer van der Voorden | Ernest Sterckx          |           |
| 1953                                                             | Gerard Buyl René Mertens  |                      | Frans Loyaerts          |           |
| 1954                                                             | Henri Jochums Stan Ockers |                      | Jozef De Feyter         |           |
| 1955                                                             | Jozef Mariën              | Willy Truye          | Boudewijn Devos         |           |
| 1956                                                             | Jozef Schils              | Frans Van Den Bosch  | Léopold Degraeveleyn    |           |
| 1957                                                             | Rik Van Looy              | Gustaaf De Smet      | Jos Dillen              |           |
| 1958                                                             | Joseph Vloeberghs         | Gilbert Saelens      | Petrus Oellibrandt      |           |
| 1959                                                             | Willy Vanden Berghen      | Marcel Janssens      | Jan Zagers              |           |
| 1960                                                             | Gustaaf De Smet           | Jozef Schils         | Willy Butzen            |           |
| 1961                                                             | Jos Hoevenaers            | Maurice Joosen       | Jan De Roover           |           |
| 1962                                                             | Jan Lauwers               | Piet Damen           | Arthur Decabooter       |           |
| 1963                                                             | Victor Van Schil          | Frans Aerenhouts     | Frans Melckenbeeck      |           |
| 1964                                                             | Martin Van Den Bossche    | Ludo Janssens        | Romain Van Wijnsberghe  |           |
| 1965                                                             | Roger Rosiers             | Gustaaf De Smet      | Gilbert Maes            |           |
| 1966                                                             | Edward Sels               | Frans Aerenhouts     | Jan Boonen              |           |
| 1967                                                             | Jozef Boons               | André Poppe          | Gilbert Gijssels        |           |
| 1968                                                             | Edward Sels               | Georges Pintens      | Frans Mintjens          |           |
| 1969                                                             | Jos Huysmans              | Victor Van Schil     | Eddy Goossens           |           |
| 1970                                                             | Herman Van Springel       | Noël Vantyghem       | Willy Van Neste         |           |
| 1971                                                             | Herman Vrijders           | André Dierickx       | Roger Rosiers           |           |
| 1972                                                             | Noël Vantyghem            | André Dierickx       | Frans Verhaegen         |           |
| 1973                                                             | August Herijgers          | Victor Van Schil     | Florimond Van Hooydonck |           |
| 1974                                                             | Frans Van Looy            | Roger Rosiers        | Marcel Laurens          |           |
| 1975                                                             | Jos Jacobs                | Serge Vandaele       | Frans Van Looy          |           |
| 1976                                                             | Marcel Van der Slagmolen  | Marc Renier          | Eric Leman              |           |
| 1977                                                             | Emiel Gysemans            | Eddy Vanhaerens      | Jos Van De Poel         |           |
| 1978                                                             | Ludo Peeters              | Eric Van De Wiele    | Hendrik Caethoven       |           |
| 1979                                                             | Jos Jacobs                | René Dillen          | Marcel Laurens          |           |
| 1980                                                             | Benjamin Vermeulen        | Willem Peeters       | Willy De Smet           |           |
| 1981                                                             | Walter Schoonjans         | Ronny Van Holen      | Eddy Van Hoof           |           |
| 1982                                                             | Jan Bogaert               | Jozef Lieckens       | Guido Van Sweevelt      |           |
| 1983                                                             | René Martens              | Ortaire Goossens     | Michel Goffin           |           |
| 1984                                                             | Gery Verlinden            | Stefan Morjean       | Luc Govaerts            |           |
| 1985                                                             | Luc Govaerts              | Marc Sprangers       | Marc Moens              |           |
| 1986                                                             | Frank Verleyen            | John Dekeukelaere    | Johan Capiot            |           |
| 1987                                                             | Ludo De Keulenaer         | Wim Van Eynde        | Johan Jeurissen         |           |
| 1988                                                             | Patrick Verschueren       | Nico Roose           | Jacques Verbrugge       |           |
| 1989                                                             | Carl Roes                 | André Vermeiren      | Marc Sprangers          |           |
| 1990                                                             | Peter Spaenhoven          | Bruno Geuens         | Christ Lefever          |           |
| 1991                                                             | Edwig Van Hooydonck       | Bart Van de Water    | Werner Van Rompaey      |           |
| 1992                                                             | Wilfried Peeters          | Danny Daelman        | Peter de Clercq         |           |
| 1993                                                             | Carl Roes                 | Franky De Buyst      | Johan Buelens           |           |
| 1994                                                             | Daniel Verelst            | Eric Torfs           | Ludo Dierckxsens        |           |
| 1995                                                             | Bart Leysen               | Aart Vierhouten      | Bart Heirewegh          |           |
| 1996                                                             | Glenn D'Hollander         | Johan Verstrepen     | Werner Van Rompaey      |           |
| 1997                                                             | Tom Steels                | Jo Planckaert        | Jans Koerts             |           |
| 1998                                                             | Danny Nelissen            | Jo Planckaert        | Raymond Meijs           |           |
| 1999                                                             | Fred Rodríguez            | Christophe Detilloux | Christophe Moreau       |           |
| 2000                                                             | Steven de Jongh           | Henk Vogels          | Roger Hammond           |           |
| 2001                                                             | Paul Van Hyfte            | Aart Vierhouten      | Niko Eeckhout           |           |
| 2002                                                             | Steven de Jongh           | Allan Johansen       | Steven De Neef          |           |
| 2003                                                             | Steven de Jongh           | Geert Verheyen       | Yuriy Metlushenko       |           |
| 2004                                                             | Geoffrey Demeyere         | Peter Wuyts          | Peter van Agtmaal       |           |
| 2005                                                             | Marcin Sapa               | Geert Omloop         | Denis Haueisen          |           |
| 2006                                                             | Preben Van Hecke          | Jens Renders         | Bert De Waele           |           |
| 2007                                                             | Kenny Dehaes              | Stefan van Dijk      | Robbie McEwen           |           |
| 2008                                                             | Elia Rigotto              | Kristjan Fajt        | Lieuwe Westra           |           |
| 2009                                                             | Kris Boeckmans            | Boy van Poppel       | Andreas Stauff          |           |
| 2010                                                             | Aidis Kruopis             | Stefan van Dijk      | Aleksandr Porsev        |           |
| 2011                                                             | Aidis Kruopis             | Jacob Fiedler        | Michael Van Staeyen     |           |
| 2012                                                             | Niko Eeckhout             | Christian Bertilsson | Jean-Pierre Drucker     |           |
| 2013                                                             | Pieter Jacobs             | Michael Van Staeyen  | Baptiste Planckaert     |           |
| 2014 edição cancelada por trabalhos no traçado da corrida        |                           |                      |                         |           |
| 2015                                                             | Robin Stenuit             | Oliver Naesen        | Tim Merlier             |           |
| 2016                                                             | Wout van Aert             | Timothy Dupont       | Stijn Steels            |           |
| 2017                                                             | Taco van der Hoorn        | Wout van Aert        | Tim Merlier             |           |
| 2018                                                             | Timothy Dupont            | Alfdan De Decker     | Christophe Noppe        |           |
| 2019                                                             | Attilio Viviani           | Timothy Dupont       | Michael Van Staeyen     |           |
| 2020                                                             | cancelado                 | cancelado            | cancelado               | cancelado |
| 2021                                                             | cancelado                 | cancelado            | cancelado               | cancelado |
| 2022                                                             | Arnaud De Lie             | Christopher Lawless  | Kenneth Van Rooy        |           |

## Palmarés por países
| País           | Vitórias |
| -------------- | -------- |
| Bélgica        | 80       |
| Países Baixos  | 5        |
| Lituânia       | 2        |
| França         | 1        |
| Luxemburgo     | 1        |
| Estados Unidos | 1        |
| Polónia        | 1        |
| Itália         | 1        |